# Euphorbia senguptae
Euphorbia senguptae är en törelväxtart som beskrevs av Nambiyath Puthansurayil Balakrishnan och Subr.. Euphorbia senguptae ingår i släktet törlar, och familjen törelväxter. Inga underarter finns listade i Catalogue of Life.